# The Karate Kid (film fra 2010)
 For alternative betydninger, se The Karate Kid. (Se også artikler, som begynder med The Karate Kid)
The Karate Kid (også kaldet Karate Kid 5) er en amerikansk film fra 2010. Filmen er en remake af filmen fra 1984 af samme navn. Filmen er instrueret af Harald Zwart og produceret af Will og Jada Pinkett Smith. I filmen medvirker Jaden Smith og Jackie Chan.

## Eksterne Henvisninger
- The Karate Kid på Internet Movie Database (engelsk)
- The Karate Kid på Filmdatabasen
- The Karate Kid på Scope
- The Karate Kid i Svensk Filmdatabas (svensk)
- The Karate Kid på AlloCiné (fransk)
- The Karate Kid på MovieMeter (nederlandsk)
- The Karate Kid på AllMovie (engelsk)
- The Karate Kid hos American Film Institute (engelsk)
- The Karate Kids profil hos Encyclopædia Britannica Online (engelsk)
- The Karate Kid på Turner Classic Movies (engelsk)